# لو بورژه
لو بورژه (به فرانسوی: Le Bourget) یک کمون در فرانسه است که در ایالت ایل-دو-فرانس واقع شده‌است.

## خصوصیات
لو بورژه ۲٫۰۸ کیلومترمربع مساحت و ۱۳٬۰۱۹ نفر جمعیت دارد.

## نگارخانه

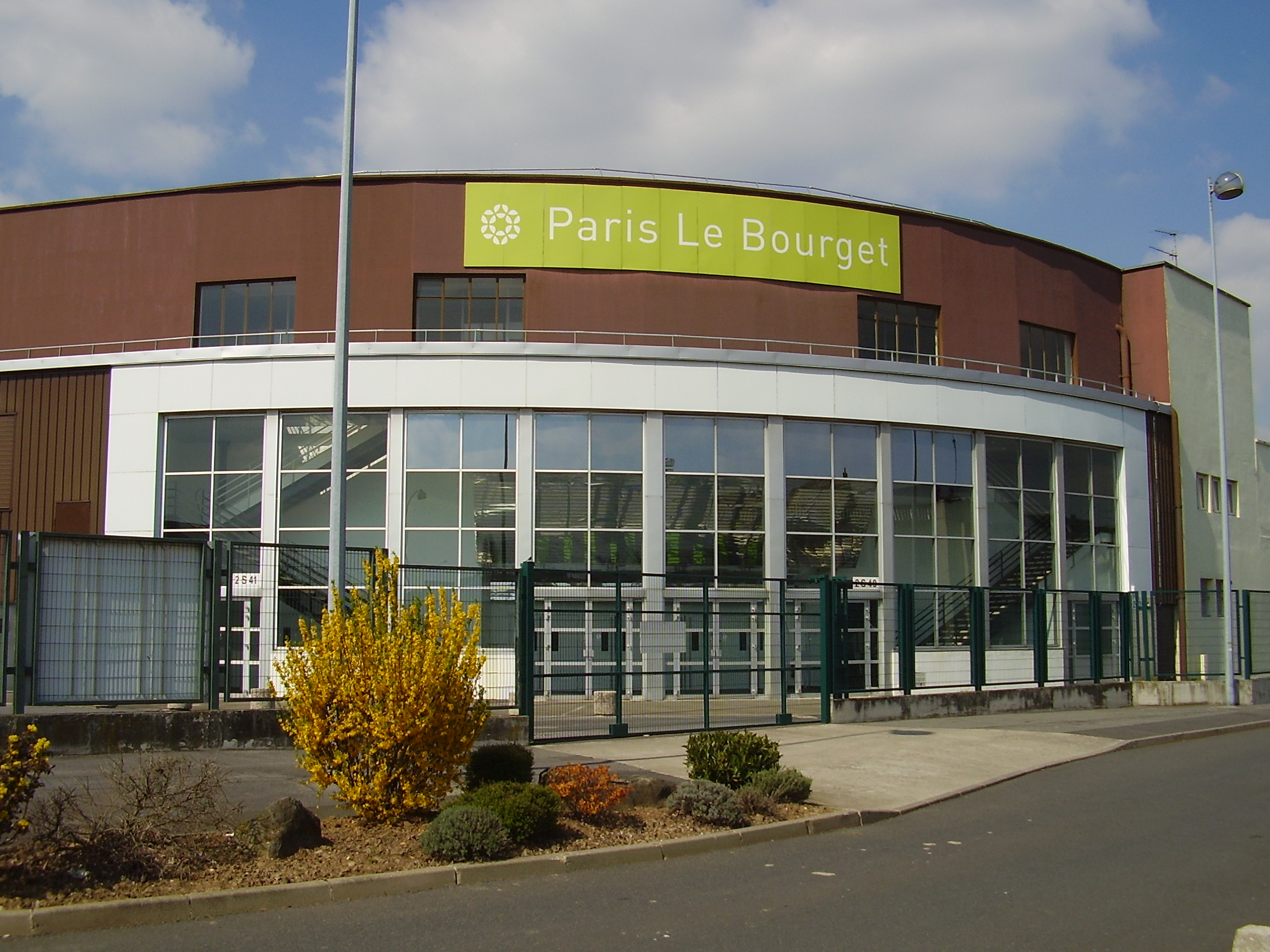
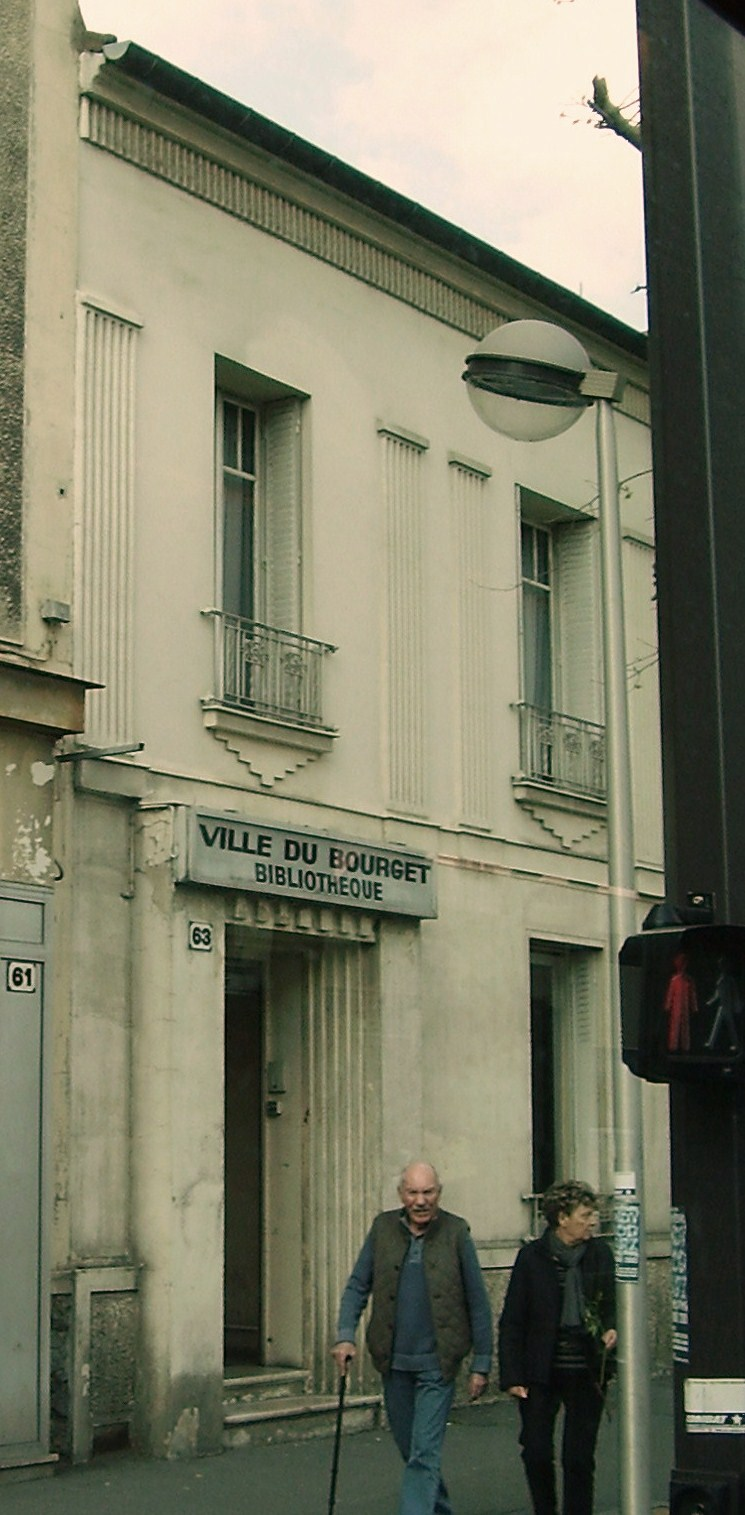
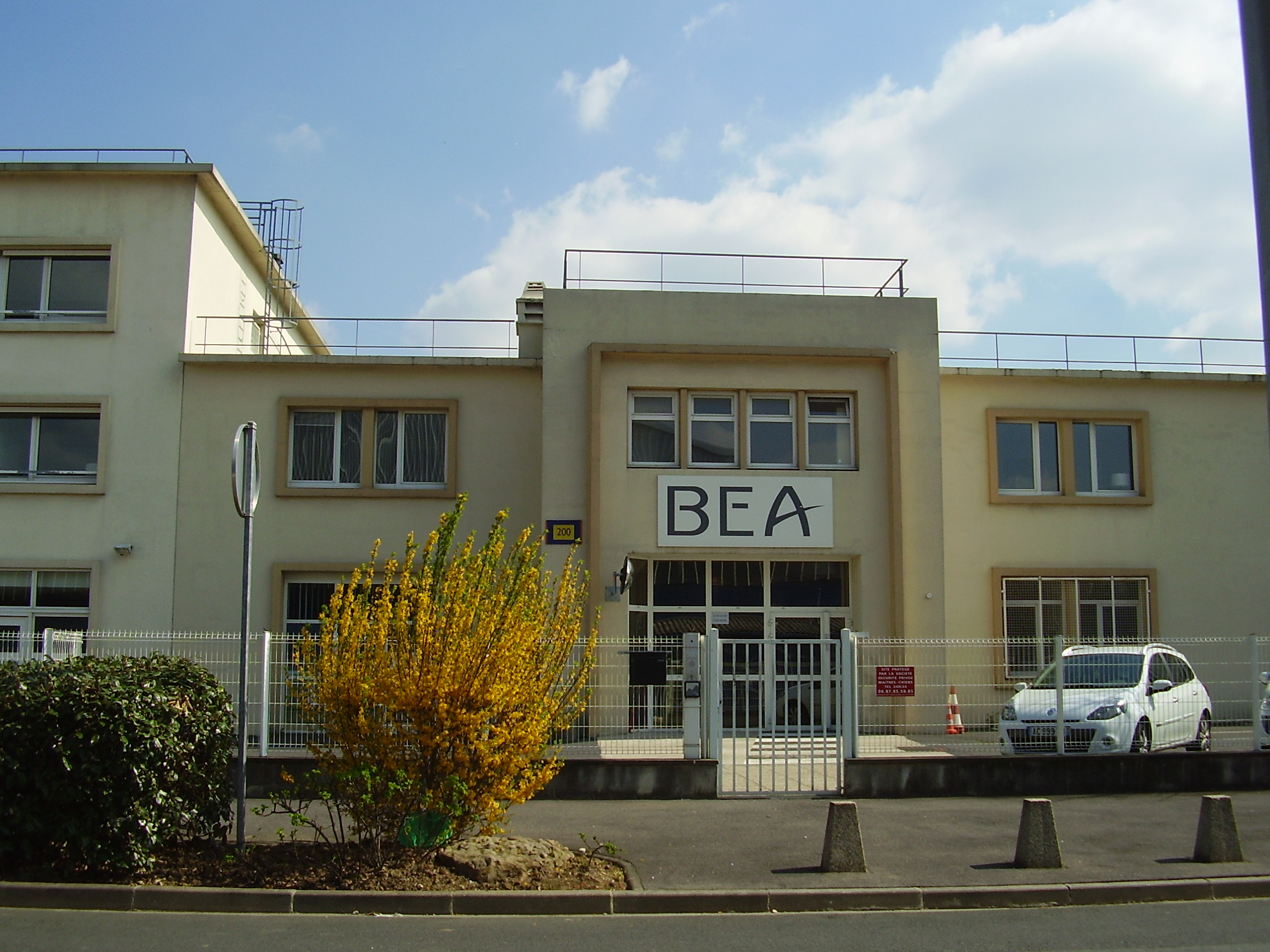